# はなをぷーん/ふたりはNS
「はなをぷーん／ふたりはNS」は、2007年8月1日にアップフロントワークス（zetimaレーベル）より発売された「きら☆ぴか」の第1弾シングルCDである。

## 概要
『はなをぷーん』はテレビアニメ『きらりん☆レボリューション』の第65話から第67話の6thエンディングテーマ、第68話からは4thオープニングテーマである。また、『ふたりはNS』はきらりん☆レボリューション内の挿入歌である。第65話で曲が発表され、第66話から歌われている。第68話からは7thエンディングテーマとして使われている。初回限定盤にはハッピーアイドルライフ用のクルキラカードが、通常盤の初回仕様にはスペシャルステッカーが封入されている。

## コンサートでの歌唱
- 2007年7月15日から29日までの「Hello! Project 2007 Summer 10th アニバーサリー大感謝祭 〜ハロ☆プロ夏祭り〜」のライブツアーにて、「きら☆ぴか」としてモーニング娘。の久住小春と℃-uteの萩原舞 (歌手)が「ふたりはNS」を歌った。
- 2007年8月11日からの「モーニング娘。誕生10年記念隊コンサートツアー2007夏 〜サンキューMy Dearest〜」のライブツアーにて、久住小春が「ふたりはNS」ソロで歌った。
- 2007年9月9日から10月28日に行われた「℃-uteライブツアー 2007秋 〜放課後のエッセンス〜」のライブツアーにて、観月ひかる役の萩原舞（℃-ute）が『はなをぷーん』と『ふたりはNS』を歌った。ここでは、月島きらり役は℃-uteの岡井千聖（『はなをぷーん』）と有原栞菜（『ふたりはNS』）がそれぞれを担当した。
- 2008年11月9日に行われた「きらりん☆レボリューション スペシャルライブ」では、雪野のえる役の北原沙弥香と花咲こべに役の吉川友が「ふたりはNS」を熱唱した。このときは、北原沙弥香がひかる役を、吉川友がきらり役を担当した。
- 2015年11月29日に日本武道館で行われた、アンジュルムの「ファーストコンサートツアー 2015秋『百花繚乱』〜福田花音卒業スペシャル〜」で、和田彩花と福田花音が「ふたりはNS」を歌った。福田花音のブログ[2]で選曲理由が語られている。

## 収録曲
1. はなをぷーん
（作詞：YumYum　作曲：MenMen　編曲：宮永治郎・MenMen）
詞の内容は清純でない内容である。また表現もいわゆるアイドルソングから逸脱したものとなっている。PVまたアニメフィルムも、双方共笑いを取る事を狙ったキャッチーなものとなっている。
2. ふたりはNS
（作詞：YumYum　作曲：MenMen　編曲：宮永治郎）
対極にある性格の二人をモチーフにした歌詞。磁極のNとSの位置関係を人間関係に喩えた内容となっている。作中でキャラクターの関係を磁極の関係に準えたエピソード（作中での本曲誕生秘話）もある。
3. はなをぷーん (Instrumental)
4. ふたりはNS (Instrumental)

## カバー
はなをぷーん
- ロマンポルシェ。 - トリビュートアルバム『シューティング スター』（2024年11月11日発売）に収録。